# Ange N'Guessan
Koko Ange N’Guessan, née le 18 novembre 1990 à Abidjan, est une footballeuse internationale ivoirienne.
Elle joue au poste d'attaquante pour le club espagnol du FC Barcelone, ainsi que pour l'équipe de Côte d'Ivoire.

## Biographie
Ange N'Guessan naît dans la commune de Yopougon.
En 2013, elle est nommée meilleure joueuse de Côte d'Ivoire. Avec l'Omness de Dabou, elle remporte le doublé coupe-championnat.
Avec la Côte d'Ivoire, elle termine troisième de la CAN 2014. Elle fait partie de la sélection ivoirienne qui participe à la Coupe du monde 2015 organisée au Canada. Lors du mondial, elle inscrit un but face à la Thaïlande. Avec une taille de seulement 1,40 m, elle est la plus petite joueuse du tournoi.
Grâce au coup de projecteur de la coupe du monde, elle part jouer en Europe, avec le FC Gintra en Lituanie, puis Famagouste à Chypre.
En 2016, elle signe au FC Barcelone. Avec les Catalanes, elle remporte la coupe de la Reine en 2017, avant de rejoindre Tenerife.

## Palmarès
Omness de Dabou
- Championnat de Côte d'Ivoire : 2013
- Coupe de Côte d'Ivoire : 2013

 FC Gintra
- Championnat de Lituanie : 2015

 FC Barcelone
- Coupe d'Espagne : 2017